# Gaëtan Bong
Gaëtan Bong (Sackbayémé, 25 aprile 1988) è un ex calciatore camerunese con cittadinanza francese, di ruolo difensore.

## Biografia
Bong è il nipote di Jean-Claude Pagal, anch'egli calciatore, che disputò i Mondiali del 1990 con la nazionale camerunese.

## Carriera

### Club
Bong inizia la sua carriera in Francia, nel centro di formazione gestito dall'ex calciatore Yannick Stopyra prima di entrare nelle giovanili del Metz nel 2002.
A partire dalla stagione 2004-2005 entra nella squadra B, militante nel Championnat de France amateur, disputando 13 partite. Grazie alle sue buone prestazioni con la squadra B, l'anno successivo Bong fa il suo debutto in prima squadra il 10 dicembre 2005 in una partita in trasferta contro il Sochaux terminata 1-1 nella quale Bong gioca da titolare, rimediando anche un cartellino giallo. Complessivamente nella stagione Bong totalizza 18 presenze con la squadra B e 3 con la prima squadra che retrocede in Ligue 2.
Anche nella stagione successiva Bong si divide tra prima squadra e squadra B, dando un contributo alla promozione in Ligue 1 del Metz. Nella stagione 2007-2008, pur continuando a dividersi come nelle stagioni precedenti,  le sue presenze in prima squadra aumentano fino a 11, tra cui diverse apparizioni in Coppa di Francia e Coupe de la Ligue.
La stagione successiva viene ceduto in prestito al Tours, dove gioca da titolare.
Nell'estate 2009 , dopo lunghe trattative, si trasferisce al Valenciennes, in Ligue 1. Dopo un inizio in panchina Bong si impone come titolare e a fine stagione totalizza 29 presenze e 2 reti. Il suo primo gol tra i professionisti lo segna il 20 gennaio 2010 in una vittoria per 2-0 contro il Boulogne.
Nel 2013 si trasferisce all'Olympiakos. Con la compagine greca vince il campionato. La stagione successiva viene messo fuori rosa. Nel gennaio 2015, il giocatore rescinde il contratto con i bianco-rossi e si accasa al Wigan, formazione militante nella seconda serie inglese.

### Nazionale
Nato in Camerun e cresciuto in Francia, Bong dispone sia della nazionalità camerunese sia la nazionalità francese.
Nell'agosto 2009 riceve la convocazione da parte della nazionale francese Under-21, allenata da Erick Mombaerts, per una partita contro la Polonia, facendo poi il suo debutto nella partita entrando in campo al minuto 59 al posto di Garry Bocaly.
Dopo essere stato osservato dall'allenatore del Camerun Paul Le Guen, Bong dichiara pubblicamente la sua disponibilità a cambiare nazionale. Nel mese di maggio 2010 viene inserito nella lista preliminare dei 30 giocatori del Camerun per i mondiali 2010, venendo poi incluso anche nella lista definitiva dei 23, ancor prima di ricevere l'approvazione da parte della FIFA per il cambio di nazionalità.
Dopo l'approvazione da parte della FIFA,  il 1º giugno 2010 fa il suo debutto con la nazionale camerunese in una sconfitta per 3-1 contro il Portogallo.

## Statistiche

### Presenze e reti nei club
Statistiche aggiornate al 29 giugno 2019.
| Stagione               | Squadra                | Campionato             | Campionato | Campionato | Coppe nazionali | Coppe nazionali | Coppe nazionali | Coppe continentali | Coppe continentali | Coppe continentali | Altre coppe | Altre coppe | Altre coppe | Totale | Totale |
| Stagione               | Squadra                | Comp                   | Pres       | Reti       | Comp            | Pres            | Reti            | Comp               | Pres               | Reti               | Comp        | Pres        | Reti        | Pres   | Reti   |
| ---------------------- | ---------------------- | ---------------------- | ---------- | ---------- | --------------- | --------------- | --------------- | ------------------ | ------------------ | ------------------ | ----------- | ----------- | ----------- | ------ | ------ |
| 2005-2006              | Metz                   | L1                     | 3          | 0          | CF+CdL          | 1+0             | 0               | -                  | -                  | -                  | -           | -           | -           | 4      | 0      |
| 2006-2007              | Metz                   | L2                     | 2          | 0          | CF+CdL          | 2+0             | 0               | -                  | -                  | -                  | -           | -           | -           | 4      | 0      |
| 2007-2008              | Metz                   | L1                     | 11         | 0          | CF+CdL          | 0+1             | 0               | -                  | -                  | -                  | -           | -           | -           | 12     | 0      |
| Totale Metz            | Totale Metz            | Totale Metz            | 16         | 0          |                 | 4               | 0               | -                  | -                  |                    | -           | -           |             | 20     | 0      |
| 2008-2009              | Tours                  | L2                     | 34         | 0          | CF+CdL          | 1+1             | 0               | -                  | -                  | -                  | -           | -           | -           | 36     | 0      |
| 2009-2010              | Valenciennes           | L1                     | 29         | 2          | CF+CdL          | 1+1             | 0               | -                  | -                  | -                  | -           | -           | -           | 31     | 2      |
| 2010-2011              | Valenciennes           | L1                     | 22         | 1          | CF+CdL          | 1+1             | 0+1             | -                  | -                  | -                  | -           | -           | -           | 24     | 2      |
| 2011-2012              | Valenciennes           | L1                     | 28         | 0          | CF+CdL          | 2+0             | 0               | -                  | -                  | -                  | -           | -           | -           | 30     | 0      |
| 2012-2013              | Valenciennes           | L1                     | 29         | 0          | CF+CdL          | 1+1             | 0               | -                  | -                  | -                  | -           | -           | -           | 31     | 0      |
| ago. 2013              | Valenciennes           | L1                     | 1          | 0          | CF+CdL          | -               | -               | -                  | -                  | -                  | -           | -           | -           | 1      | 0      |
| Totale Valenciennes    | Totale Valenciennes    | Totale Valenciennes    | 109        | 3          |                 | 8               | 1               | -                  | -                  |                    | -           | -           |             | 117    | 4      |
| 2013-2014              | Olympiacos             | SL                     | 19         | 0          | CG              | 5               | 1               | UCL                | 4                  | 0                  | -           | -           | -           | 28     | 1      |
| 2014-feb. 2015         | Olympiacos             | SL                     | 0          | 0          | CG              | -               | -               | UCL                | -                  | -                  | -           | -           | -           | 0      | 0      |
| feb.-giu. 2015         | Wigan                  | FLC                    | 14         | 0          | FACup+CdL       | -               | -               | -                  | -                  | -                  | -           | -           | -           | 14     | 0      |
| 2015-2016              | Brighton & Hove        | FLC                    | 16+2       | 0          | FACup+CdL       | 0+1             | 0               | -                  | -                  | -                  | -           | -           | -           | 19     | 0      |
| 2016-2017              | Brighton & Hove        | FLC                    | 24         | 0          | FACup+CdL       | 0               | 0               | -                  | -                  | -                  | -           | -           | -           | 24     | 0      |
| 2017-2018              | Brighton & Hove        | PL                     | 25         | 0          | FACup+CdL       | 1+2             | 0               | -                  | -                  | -                  | -           | -           | -           | 28     | 0      |
| 2018-2019              | Brighton & Hove        | PL                     | 22         | 0          | FACup+CdL       | 2+0             | 0               | -                  | -                  | -                  | -           | -           | -           | 24     | 0      |
| Totale Brighton & Hove | Totale Brighton & Hove | Totale Brighton & Hove | 87+2       | 0          |                 | 6               | 0               |                    | -                  | -                  |             | -           | -           | 95     | 0      |
| Totale carriera        | Totale carriera        | Totale carriera        | 281        | 3          |                 | 25              | 2               |                    | 4                  | 0                  |             | -           | -           | 310    | 5      |

### Cronologia presenze e reti in nazionale
| Cronologia completa delle presenze e delle reti in nazionale ― Camerun | Cronologia completa delle presenze e delle reti in nazionale ― Camerun | Cronologia completa delle presenze e delle reti in nazionale ― Camerun | Cronologia completa delle presenze e delle reti in nazionale ― Camerun | Cronologia completa delle presenze e delle reti in nazionale ― Camerun | Cronologia completa delle presenze e delle reti in nazionale ― Camerun | Cronologia completa delle presenze e delle reti in nazionale ― Camerun | Cronologia completa delle presenze e delle reti in nazionale ― Camerun |
| Data                                                                   | Città                                                                  | In casa                                                                | Risultato                                                              | Ospiti                                                                 | Competizione                                                           | Reti                                                                   | Note                                                                   |
| ---------------------------------------------------------------------- | ---------------------------------------------------------------------- | ---------------------------------------------------------------------- | ---------------------------------------------------------------------- | ---------------------------------------------------------------------- | ---------------------------------------------------------------------- | ---------------------------------------------------------------------- | ---------------------------------------------------------------------- |
| 1-6-2010                                                               | Covilhã                                                                | Portogallo                                                             | 3 – 1                                                                  | Camerun                                                                | Amichevole                                                             | -                                                                      | 78’                                                                    |
| 5-6-2010                                                               | Belgrado                                                               | Serbia                                                                 | 4 – 3                                                                  | Camerun                                                                | Amichevole                                                             | -                                                                      | 77’                                                                    |
| 24-6-2010                                                              | Città del Capo                                                         | Camerun                                                                | 1 – 2                                                                  | Paesi Bassi                                                            | Mondiali 2010 - 1º turno                                               | -                                                                      | 56’                                                                    |
| 11-8-2010                                                              | Stettino                                                               | Polonia                                                                | 0 – 3                                                                  | Camerun                                                                | Amichevole                                                             | -                                                                      | 82’                                                                    |
| 9-2-2011                                                               | Skopje                                                                 | Macedonia                                                              | 0 – 1                                                                  | Camerun                                                                | Amichevole                                                             | -                                                                      |                                                                        |
| 4-6-2011                                                               | Garoua                                                                 | Camerun                                                                | 0 – 0                                                                  | Senegal                                                                | Qual. Coppa d'Africa 2012                                              | -                                                                      |                                                                        |
| 3-9-2011                                                               | Yaoundé                                                                | Camerun                                                                | 5 – 0                                                                  | Mauritius                                                              | Qual. Coppa d'Africa 2012                                              | -                                                                      |                                                                        |
| 7-10-2011                                                              | Kinshasa                                                               | RD del Congo                                                           | 2 – 3                                                                  | Camerun                                                                | Qual. Coppa d'Africa 2012                                              | -                                                                      |                                                                        |
| 11-10-2011                                                             | Malabo                                                                 | Guinea Equatoriale                                                     | 1 – 1                                                                  | Camerun                                                                | Amichevole                                                             | -                                                                      | 46’                                                                    |
| 14-11-2012                                                             | Ginevra                                                                | Albania                                                                | 0 – 0                                                                  | Camerun                                                                | Amichevole                                                             | -                                                                      | 56’                                                                    |
| 8-9-2013                                                               | Yaoundé                                                                | Camerun                                                                | 1 – 0                                                                  | Libia                                                                  | Qual. Mondiali 2014                                                    | -                                                                      |                                                                        |
| 29-5-2014                                                              | Kufstein                                                               | Camerun                                                                | 1 – 2                                                                  | Paraguay                                                               | Amichevole                                                             | -                                                                      | 31’                                                                    |
| 8-9-2018                                                               | Mitsamiouli                                                            | Comore                                                                 | 1 – 1                                                                  | Camerun                                                                | Qual. Coppa d'Africa 2019                                              | -                                                                      | 66’                                                                    |
| 16-11-2018                                                             | Casablanca                                                             | Marocco                                                                | 2 – 0                                                                  | Camerun                                                                | Qual. Coppa d'Africa 2019                                              | -                                                                      |                                                                        |
| 20-11-2018                                                             | Milton Keynes                                                          | Brasile                                                                | 1 – 0                                                                  | Camerun                                                                | Amichevole                                                             | -                                                                      |                                                                        |
| 14-6-2019                                                              | Al Wakrah                                                              | Camerun                                                                | 1 – 1                                                                  | Mali                                                                   | Amichevole                                                             | -                                                                      | 61’                                                                    |
| 29-6-2019                                                              | Ismailia                                                               | Camerun                                                                | 0 – 0                                                                  | Ghana                                                                  | Coppa d'Africa 2019 - 1º turno                                         | -                                                                      | 74’                                                                    |
| Totale                                                                 |                                                                        | Presenze                                                               | 17                                                                     |                                                                        | Reti                                                                   | 0                                                                      |                                                                        |

## Palmarès
- Ligue 2: 1

Metz: 2006-2007
- Campionato greco: 1

Olympiakos: 2013-2014